# Münchener Ratsch-Kathl

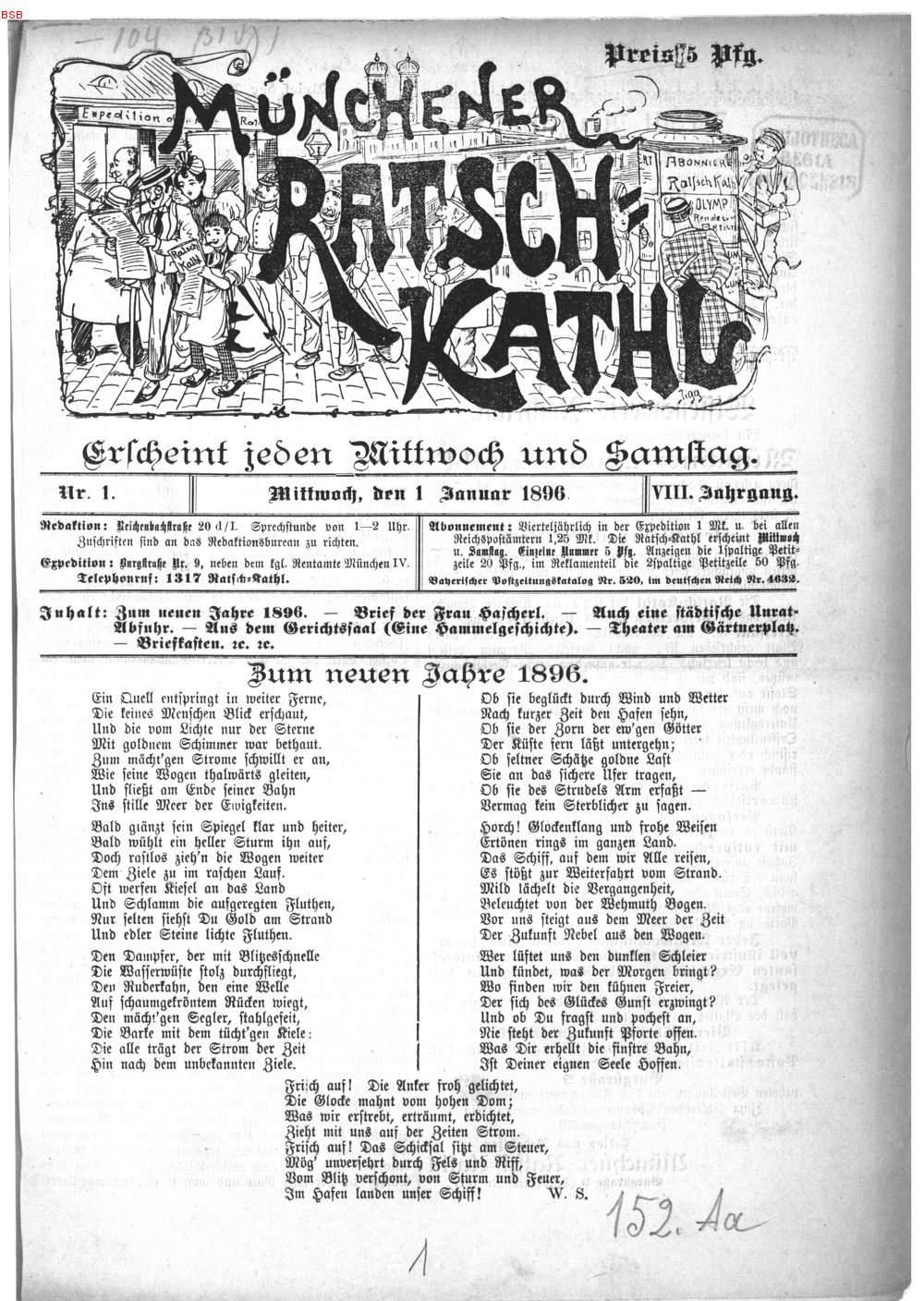
Titelblatt Januar 1898

Die Münchener Ratsch-Kathl war eine von 1889 bis 1921 in München herausgegebene Wochenzeitung, die sich selbst als „Unterhaltungsblatt für gemüthlichen Verkehr“ bezeichnete. Ratschkathl hatte sich zu diesem Zeitpunkt allgemein als Begriff für eine redselige, geschwätzige Frau etabliert, mit der sich die Zeitung in der Selbstvorstellung auf der Titelseite der Erstausgabe vom 11. Mai 1889 den Lesern vergleicht.
Der Preis für die erste Ausgabe lag bei 10 Pfennig, wurde von D. Mämert am Platzl 5 herausgegeben und in der Westermühlstraße 4 verlegt. Ab der dritten Ausgabe kostete eine Ausgabe nur noch 5 Pfennig. Bereits Anfang 1890 war eine Auflagezahl von 5.000 Exemplaren erreicht. Ursprünglich erschien die Zeitung nur samstags, aufgrund der Beliebtheit aber schon bald zusätzlich auch mittwochs. 1907 wurde der Name in Münchener Stadtanzeiger und 'Ratsch-Kathl' erweitert. 1914 wurde der Titel auf Münchener Stadtanzeiger reduziert (nicht zu verwechseln mit dem 1945 erstmals erschienenen Münchner Stadtanzeiger, der 1950 im Süddeutschen Verlag und 1997 in den täglichen Stadtviertelseiten der Süddeutschen Zeitung aufging.). Der Münchener Wochenanzeiger erschien 1921 letztmals.
Inhaltlich befasste sich die Zeitung schwerpunktmäßig mit lokalen Neuigkeiten, ergänzt von Geschichten, Fortsetzungsromanen, Rätseln, Witzen und Inseraten. Einige Exemplare befinden sich heute in der Bayerischen Staatsbibliothek.